# Ecdeiocolea
Ecdeiocolea, malena biljni rod trajnica na zapadu i jugozapadu Zapadne Australije. Pripada porodici Ecdeiocoleaceae a opisan je 1874. s tada tek jednom endemskom vrstom E. monostachya. Druga vrsta (od ukupno tri u cijeloj porodici Ecdeiocoleaceae) otkrivena je i opisana tek 2011.

## Vrste
1. Ecdeiocolea monostachya F.Muell.
2. Ecdeiocolea rigens B.G.Briggs